# پتون (کالیفرنیا)
پتون (به انگلیسی: Patton) یک منطقهٔ مسکونی در ایالات متحده آمریکا است که در شهرستان سن برناردینو، کالیفرنیا واقع شده‌است. پتون ۳۹۱٫۰۶ متر بالاتر از سطح دریا واقع شده‌است.